# Municipio de Deep River (Carolina del Norte)
El municipio de Deep River (en inglés: Deep River Township) es un municipio ubicado en el  condado de Guilford en el estado estadounidense de Carolina del Norte. En el año 2010 tenía una población de 18.518 habitantes.

## Geografía
El municipio de Deep River se encuentra ubicado en las coordenadas 36°5′8.49″N 80°0′12.14″O / 36.0856917, -80.0033722.